# Charly Bouchara
Charly Bouchara est né à Alger en 1952.

## Biographie
Arrivé en France en 1956, Charly Bouchara quitte le pays en 1971 pour ne pas faire son service militaire et voyage pendant neuf ans (Méditerranée, Moyen-Orient, Afrique de l'Ouest, Amérique latine). Il fait mille boulots... manœuvre, ouvrier agricole, maçon en Grèce, pêcheur en Turquie, kibbutznik et docker en Israël, traducteur en Côte d'Ivoire, artisan au Pérou... Les années d'exil prennent fin lorsqu'il pose son sac au Québec en 1979.
Éducateur puis coordonnateur d'une garderie de Sherbrooke, puis artisan-bijoutier, il entre à l'Université de Sherbrooke pour un B.A. en Études anglaises suivi d'un début de maîtrise en Littérature canadienne comparée. De 1990 à 2001, il est codirecteur avec Patricia Godbout de la revue Ellipse, un périodique de traduction de poésie d'auteurs canadiens anglophones et francophones. Il y traduira des œuvres de Earle Birney, Margaret Atwood, Robyn Sarah, Don McKay, G. Bowering, Jan Zwicky, Stephanie Bolster, Raymond Souster, Erin Mouré, Patrick Lane, Gwen MacEwen, Michael Ondaatje, en plus de traduire de nombreux articles critiques. Dès cette époque il est traducteur pigiste. En 1998, il traduit The Ice Storm de Mark Abley (Le grand verglas).
Activités de parolier : trois textes dans un CD éponyme de Térez Montcalm en 2002 (À vélo, Good Old Bleu, La Scène). En 2004, sélectionné comme parolier au Festival de Petite-Vallée.
En 2005, deuxième prix au Concours national de paroliers L'Hymne au printemps. Cette même année, le texte de la chanson «C'est dire» dans Dans ce monde poutt-poutt d'Edgar Bori.
2007 : seconde sélection au Festival en chanson de Petite-Vallée : Grand prix parolier, Prix Étoile Galaxie. Sur son texte Brouillon d'Blues, Julie Rousseau compose une musique qui lui vaut le Prix du public (compositeur) et un Prix Étoile Galaxie. Pascal Lejeune qui l'interprète décroche un Prix Artisti.
En 2008, 1er prix du Concours national de paroliers Chanson pour tes yeux. Trois lectures publiques de textes de chansons au Cabaret Libre Influence. Une autre chanson en coécriture avec Edgar Bori pour son album Fous les Canards « Foule anonyme » (2010). Il a collaboré ou collabore actuellement (2011 à 2014) avec Edgar Bori (T'y peux rien dans l'album « Malade », Le Bonheur dans l'album « Salade »), Lisa-Marie Jolin, Richard Séguin (Écris, écris dans l'album Appalaches), Sonia Johnson («Beau comme Basie» et «Nomades»), Yves Lambert («L'âme du cueilleur»), Ève Lewis, Juan Sebastian Larobina, Suzanne Parayre.
Installé à Sutton (Cantons de l'Est), il participe régulièrement aux soirées de slam/poésie (2014). Sélectionné par la SPACQ et Gilles Vigneault pour l'atelier de ce dernier en septembre 2015, il collabore actuellement avec Les ImposteurEs (jazz manouche) et publie quelques textes dans le Huffington Post. En 2016, il signe le texte de Entre Félix et Django pour l'album éponyme de Christine Tassan et les Imposteures ainsi que les paroles de De sable et de soif (musique de Richard Séguin) dans l'album Regarde autour de Bruno Pelletier. En 2018, il commence à travailler avec Géraldine Saucier pour qui il écrit Tu veux et co-écrit deux autres chansons sur son EP lancé en novembre 2019. En novembre 2019, Laurence Allée met en musique et interprète Noyer mes nuits qui est suivie de Pianoter les quatre saisons. En 2020, co-traduction vers l'anglais de Dialogues pour un homme seul, film de JP Gariépy (adapt. de la pièce Garneau-Bori). Bruno Pelletier enregistre Pas tous les mêmes dans son album Car le temps est venu. 2022-23 Une chanson créée avec François Dompierre : "Fais-moi d'la soupe" (cherche interprète). Travail avec Juulie Rousseau sur son CD-livre (à venir). Une chanson écrite pour Les ImposteurEs en hommage à Jack Kérouac et aux artistes sur La Route (sortie en 2024)...